# Borzechów
Borzechów – wieś w Polsce położona w województwie lubelskim, w powiecie lubelskim, w gminie Borzechów.
Miejscowość jest sołectwem, siedzibą gminy Borzechów i parafii Matki Bożej Częstochowskiej. Według Narodowego Spisu Powszechnego z roku 2011 wieś liczyła 376 mieszkańców.
W czasie obowiązywania gromad, wieś była siedzibą gromady Borzechów. W latach 1975–1998 miejscowość administracyjnie należała do ówczesnego województwa lubelskiego.

## Historia
Pierwsze wzmianki o miejscowości pochodzą z 1413 roku i informują, że wieś była własnością szlachecką. Podana jest także wyrywkowa wzmianka "stara i nowa wieś zwana Borzechowe". Na podstawie tej informacji można przypuszczać, że stara oznacza osadę wcześniej założoną. Z przekazów ustnych można wnioskować, że stara to południowa część wsi, ponieważ na niej wcześniej osiedlili się ludzie. Północna, położona równolegle do południowej (dzieli je rzeka Chodelka), powstała później i nazywana była nowym Borzechowem. Obecnie jest to jedna wieś. Starsze pokolenie często używa nazwy stary Borzechów, ponieważ w sąsiedztwie powstały nowsze wsie: Borzechów Kolonia i Kępa Borzechowska.
W latach 1427–1430 Borzechowem zarządzał Grot z żoną Anną z Prus.
Następnie w latach 1451-1456 właścicielem był Grzymek z Borzechowa oraz Jan i Piotr, Wojciech i jego żona Helena, Jadwiga i Przechna z Borzechowa.
W 1462 r. Jan i Piotr dziedzice z Borzechowa sprzedają sołectwo za 18 grzywien szlachcicowi Jakubowi Synowcowi z Włostowic. Nowy właściciel posiadał dwa łany pod Kłonicą od rzeki i stawu do granic Łopiennika i jeden łan poniżej starej wsi Borzechów. Sołtys miał prawo urządzić staw nad rzeką Kłodnicą, pobierać szósty denar z czynszów i trzeci z kar w nowej i starej wsi Borzechów. Miał pozwolenie na osadzenie karczmy, zarodników, kowala, piekarza, szewca, krawca, kuśnierza. Mógł prowadzić wolny wyrąb lasu, wypas bydła, moczyć konopie i len oraz polować na ptaki i zające z tym, że połowę cietrzewi musiał oddawać dziedzicom.
W XVI w. nastąpiło skupienie sołectwa. Sołtys zobowiązany był do dwóch podróży rocznie do Lublina i Sandomierza na własnym koniu na koszt dziedziców.
W 1529 r. wymieniony jest folwark w którym szlachcic oddawał dziesięcinę w wysokości 3 grzywien plebanowi w Ratoszynie oraz dziesięcinę snopową z pewnych ról w wysokości 1 grzywny dla biskupa.
Wieś szlachecka położona była w drugiej połowie XVI wieku w powiecie lubelskim województwa lubelskiego. 
Borzechów w XVI w. rozwijał się bardzo dobrze pod względem gospodarczym. Nowe warunki polityczne, otwarcie granicy dla handlu z Litwą i Rusią, wpłynęły na rozwój osadnictwa i gospodarki wiejskiej. Ważną rolę odegrał szlak królewski i handlowy z Krakowem przez Sandomierz, Zawichost, Urzędów, Borzechów, Bełżyce, Lublin, Parczew do Wilna.
W 1530 r. dobra Borzechowskie zostały podzielone między dzieci Krzysztofa Borzechowskiego - Mikołaja, Krzysztofa i Stanisława oraz między córki zmarłego Jana Trębickiego - Elżbietę, żonę Krzysztofa Wronowskiego, a Małgorzatę, żonę Krzysztofa Borzechowskiego.
Dzieje miejscowości w okresie XVI i XVII w. nie zostały nigdzie odnotowane. Dobra w tym czasie należały do różnych właścicieli i najczęściej były dzierżawione.
Pod koniec XVIII w. właścicielem Borzechowa był Stanisław Bielski, a od 1798 r. Tomasz Dłuski.
Przełom XVIII i XIX w. odgrywał ważną rolę dla miejscowości, ponieważ Borzechów w tym czasie bardzo dobrze się rozwijał gospodarczo. Liczył 180 dorosłych mieszkańców i 8 Żydów. Powstały dwa młyny, karczma oraz zespół dworski z ogrodem.
Do czasów obecnych zachował się budynek karczmy z XIX w. oraz młyn. Dawna karczma usytuowana jest w centrum Borzechowa, znajduje się w niej sklep spożywczy.
Dobra Borzechowskie w 1892 r. zostały rozparcelowane przez Towarzystwo Kredytowe Ziemskie za długi. Podczas I wojny światowej dwór został całkowicie zniszczony. Na północ od wsi znajduje się cmentarz wojenny z okresu I wojny światowej.
W czasie pierwszej i drugiej wojny światowej miejscowość nie poniosła większych strat materialnych.

## Legendarna wersja nazwy wsi Borzechów
Przekazy ustne niektórych mieszkańców informują, że okolice Borzechowa dawniej porastały bory. Twierdzą, że nazwa wsi pochodzi od wyrazu bór, jak określano najczęściej las sosnowy, lub złożony z innych drzew iglastych i żywicznych. Bór gęsty, głęboki, bez siedzib ludzkich, zwano "głuchym borem" lub "puszczą" oraz od wyrazu chować.
W czasie licznych wojen bór służył ludności jako schronienie przed najazdem wojsk i często się w nim chowano. W związku z tym uważano, że nazwa wsi pochodzi od boru i chowania. Dowodem na to, że bory porastały tereny gminy może być położona niedaleko Borzechowa wieś Borów znajdująca się w sąsiedniej gminie Chodel, w której dominują głębokie doły i duża ilość lasów, które są widoczne na dawnych mapach.

## Osoby związane z Borzechowem
- Janusz Józefowicz
- Krzysztof Jasiński
- Józef Trepiak